# Simon Baumer
Simon Baumer (* 28. November 1997) ist ein Schweizer Unihockeyspieler. Er steht beim Nationalliga-A-Vertreter HC Rychenberg Winterthur unter Vertrag.

## Karriere

### HC Rychenberg Winterthur
Baumer begann seine Karriere beim HC Rychenberg Winterthur und wurde zur Saison 2017/18 mit einem Profivertrag ausgestattet.